# Черквељио (Пескара)
Черквељио (итал. Cerqueglio) је насеље у Италији у округу Пескара, региону Абруцо.
Према процени из 2011. у насељу је живело 42 становника. Насеље се налази на надморској висини од 534 м.